# La gata unicornio mariposa arcoíris
La gata unicornio mariposa arcoíris (Rainbow Butterfly Unicorn Kitty en inglés) es una serie de televisión animada estadounidense creada por Rich Magallanes para Nickelodeon y Nicktoons. La serie está producida por la empresa de juguetes estadounidense Funrise y el estudio canadiense Bardel Entertainment.
La serie está protagonizada por Felicity, una enérgica gatita mágica que también es parte arcoíris, mariposa y unicornio, mientras vive aventuras con sus amigos en la ciudad mashup de Mythlandia. En Estados Unidos, Nickelodeon adquirió los derechos de transmisión de la primera temporada a Funrise Toys.

## Sinopsis
Rainbow Butterfly Unicorn Kitty sigue las míticas aventuras de Felicity, una gata mágica que es en parte arcoíris, en parte mariposa y en parte unicornio. Tiene poderes transformadores que le permiten elegir entre Rainbow Power, Butterfly Power, Unicorn Power y, tras los eventos de Purrfect Party, Kitty Power. Sus amigos; Miguel, un chihuahua de Anubis con los pies en la tierra, Atenea, una lechuza lectora, y Yana, la yeti tonta, acompañan a Felicity en sus diversas aventuras en la ciudad de Mythlandia, un lugar lleno de criaturas de cuento de hadas, magos, gigantes, dragones y mucho más, mientras ocasionalmente pasan un rato juntos en Mythic Malts, un restaurante propiedad de Moona que vende deliciosas maltas, para refrescarse.
Se ha dicho que cada episodio "explora el empoderamiento femenino y el inconformismo" mientras Felicity se transforma en diferentes formas usando sus habilidades mágicas. La serie es también una celebración de la individualidad y la autoconfianza.

## Personajes

### Principales
- Felicity (voz por Allegra Clark[7]) es una gata mágica atrevida e intrépida que es en parte arcoíris, mariposa y unicornio. Posee poderes transformadores que le permiten atar objetos en forma de arco iris, producir aplausos atronadores con sus alas de mariposa, disparar láseres con su cuerno de unicornio y sus patas de gatito pueden disparar varitas luminosas y usar su ternura.[1][6]
- Miguel (voz por Arturo Sandoval) es un chihuahua Anubis azul, activo y enérgico, con los pies en la tierra, que es el mejor amigo de Felicity.[1][6]
- Athena (voz por Katie Leigh[8]) es una lechuza lectora[1] y una de las amigas de Felicity.
- Yana (voz por Laila Berzins[9]) es una tonta Yeti[1] y también es una de las amigas de Felicity.

### Recurrentes
- The Sun (interpretado por Michael Sorich)
- Rudy (voz por Chase Mitchell)
- Timmy (voz por Rich Magallanes)
- Mayor Snowball (voz por Dorothy Elias-Fahn) es la alcaldesa de Catlantic City. Su antiguo rival es Mayor Wags (Kyle Hebert).
- The Sand Crab Man (voz por Doug Stone)
- Moona (voz por Sara Cravens)
- Chippy (voz por Cristina Valenzuela)
- Andy (voz por Kyle Hebert)
- Hank es un hipopótamo que es parte Bumblebee, Magnetic y Karaoke.

## Producción
Rainbow Butterfly Unicorn Kitty está producida por Funrise, quien se hizo cargo de la producción de la serie para Saban Brands después de su cierre debido a la venta de la mayoría de sus propiedades de entretenimiento a Hasbro. La serie está animada por Bardel Entertainment y presenta elementos fotorrealistas. La serie está dirigida a niños de 6 a 11 años.
La primera temporada cuenta con un total de 52 episodios de 11 minutos. Para su emisión, cada episodio se combina con otro para llenar un espacio de 22 minutos, lo que hace un total de 26 medias horas. Sin embargo, el episodio final de la temporada es un especial navideño de dos partes.

## Emisión
Originalmente se planeó lanzar Rainbow Butterfly Unicorn Kitty en el otoño de 2018, pero se pospuso hasta 2019. En Estados Unidos, la serie tuvo un adelanto de estreno en la cadena principal de Nickelodeon el 27 de enero de 2019, antes de tener el estreno de su temporada en Nicktoons un día después. Además del estreno, el mismo episodio de adelanto estuvo disponible en Nick App y Nick On Demand el 18 de enero. El adelanto fue lo suficientemente exitoso como para justificar que el programa permaneciera en la programación de Nickelodeon y al mismo tiempo se transmitiera en Nicktoons. Los estrenos de episodios continuaron en la cadena principal el 10 de febrero con los episodios "The Green-Eyed Monster" y "Rainbow Butterfly Unicorn Cupid". Durante este cambio temporal de Nicktoons a Nickelodeon, solo se utiliza el acrónimo del programa, RBUK, que difiere de la forma en que se mencionó y mostró el programa en promociones, anuncios, la mayoría de las guías de televisión y el tema principal que se eliminó de todas las transmisiones. La serie regresó a Nicktoons el 21 de junio de 2019, comenzando con el episodio "The Trouble with Travis" y estrenando todos los segmentos en días separados.
Jetpack Distribution anunció que adquirió los derechos de distribución internacional en Canadá, América Latina, Europa (excluyendo Italia y Rusia), Australia, Asia, África y Medio Oriente. La serie se estrenó en algunos de los canales internacionales y bloques de marca de Nickelodeon luego del lanzamiento en EE. UU. a finales de 2019. En Canadá, la serie debutó en Family Channel el 2 de septiembre de 2019. La serie se estrenó el 1 de enero de 2020 en eToonz en Sudáfrica.

## Recepción
Emily Ashby de Common Sense Media le dio a la serie 2 de 5 estrellas; diciendo que "la naturaleza única de Felicity la convierte en un buen ejemplo de cómo aceptar la singularidad en uno mismo y en los demás, pero el ritmo frenético del programa y las imágenes que distraen tienden a eclipsar esta cualidad positiva".